# 갈릴레오 갈릴레이

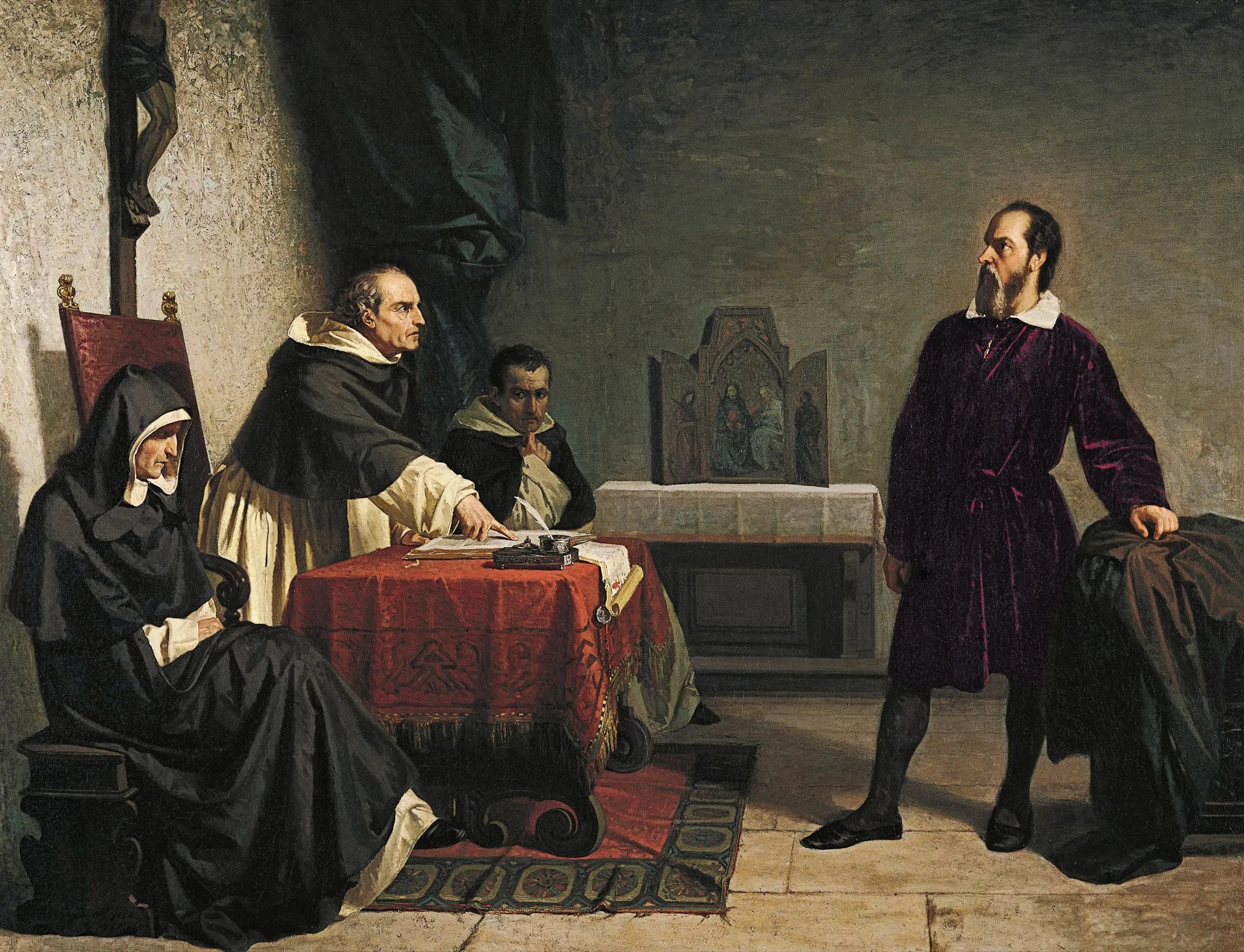
크리스티아노 반티가 1857년에 그린 《로마 종교재판에 직면한 갈릴레오》

갈릴레오 디 빈첸초 보나이우티 데 갈릴레이(Galileo di Vincenzo Bonaiuti de' Galilei, 1564년 2월 15일 ~ 1642년 1월 8일)는 이탈리아의 철학자, 과학자, 물리학자, 천문학자이다. 그는 이탈리아 토스카나 지방의 피사에서 태어났으며 7남매 중 장남이었다. 아버지 빈센초 갈릴레이는 유명한 류트 연주가로, 음악 이론에 관해 중요한 연구를 일부 남겼다. 과학 혁명의 주도자로 요하네스 케플러와 동시대 인물이다. 아리스토텔레스의 이론을 반박했고 교황청을 비롯한 종교계와 대립했다. 업적으로는 망원경을 개량하여 관찰한 것, 운동 법칙을 확립한 것 등이 있으며, 코페르니쿠스의 이론을 옹호하여 태양계의 중심이 지구가 아니라 태양임을 믿었다.(그 당시에는 지구가 중심이라는 것이 진리였다.)
그의 연구 성과에 대하여 많은 반대가 있었기 때문에 자진하여 로마 교황청을 방문, 변명했으나 종교 재판에 회부되어 지동설의 포기를 명령받았다. 그러나 〈황금 측량자〉를 저술하여 지동설을 고집하였으며, 〈천문학 대화〉를 검열을 받고 출판했으나 문제가 생겨 로마에 감금되었다가 석방되었다. 갈릴레오는 결국 그의 지동설을 철회하도록 강요받았고, 그의 마지막 생애를 로마교황청의 명령에 따라 가택에서 구류되어 보냈다.
그는 실험적인 검증에 의한 물리를 추구했다. 때문에 근대적인 의미의 물리학의 시작을 대개 갈릴레오의 것으로 본다. 또한, 진리의 추구를 위해 종교와 맞선 과학자의 상징적인 존재로 대중들에게 인식되고 있다. 하지만 그는 종교계와의 대립과는 상관없이 독실한 로마 가톨릭 신자였으며, 그런 대립도 자신의 의도와는 거리가 먼 것이었다.
물리학 입문 과정에서 배우는 등가속 물체의 운동은 운동학으로서 갈릴레오에 의해 연구되었다. 그의 관측적 천문학의 업적은 금성의 위상과, 그를 기리기 위해 갈릴레이 위성이라 불리는 목성의 가장 큰 네 개 위성의 발견, 태양 흑점의 관측과 분석이라 할 수 있다. 갈릴레오는 또한 나침반 디자인의 개량 등 과학과 기술에 기여하였다. 그의 최대 공적은 과학적 연구 방법으로써 보편적 수학적 법칙과 경험적 사실의 수량적 분석을 확립한 점에 있다고 평가되며, '근대 관측천문학의 아버지', '근대 물리학의 아버지', 또는 '근대 과학의 아버지'라 불린다.

## 생애
갈릴레오 갈릴레이란 이름은 갈릴레오 보냐우티(Galileo Bonaiuti, 1370 ~ 1450)라는 15세기의 갈릴레오의 조상의 이름에서부터 나왔다. 저명한 내과의사이자 행정장관이었던 그는, 사회에서 중요한 인물이었던 까닭에 가문에서 그의 명예를 기리기 위해 자신들의 성을 '갈릴레이'로 바꾸기로 결정하게 된다. 당시 갈릴레이가 태어난 피사의 투스카니 지역에서는 맏아들(장자)의 이름을 붙일 때 자신의 성을 변형시켜 붙이는 관습이 있었기 때문에 맏아들이었던 갈릴레오는 부모의 성씨인 빈센치오 갈릴레이(Vincenzo Galilei)의 Galilei를 남자이름 형태인 -o로 변형해 이름으로 받들어 갈릴레오 갈릴레이라는 이름을 가지게 된 것이다. 그런데 이는 약간 아이러니로, 한때 유명했던 갈릴레오 보냐우티가 이제는 이름인 갈릴레오 갈릴레이의 조상으로만 기억되고 있을 뿐이다.

## 수학 연구
갈릴레오는 피사에서 출생하였으며 11세에 피렌체 근처의 발롬브로사(Vallombrosa)에 있는 수도원 학교에 입학하여 인문학을 배웠고, 여기서 아리스토텔레스의 논리학에 불만을 품었다. 아버지 뜻을 따라 의학을 배우고자 피사 대학에 입학하여 공부하다가 진자의 등시성을 발견하고 이것을 이용하여 맥박계를 고안하였다. 피사 대학을 중퇴한 후, 피렌체에서 가정교사를 하면서 수학 연구를 계속하였다. 1589년 피사 대학의 수학 교수가 되었으며, 〈운동에 대하여〉를 저술하였다. 또한 높은 곳에서 무게가 다른 물체를 떨어뜨리는 실험으로 낙체의 속도가 무게에 비례한다는 아리스토텔레스의 이론이 잘못되었음을 증명하였다. 이것이 유명한 '피사의 사탑에서 낙하 실험'이다. 그러나 이 실험은 실제로 한 게 아니다. 이 이야기는 갈릴레이의 전기 작가이자 신봉자인 비비아니가 갈릴레오를 돋보이게 하고자 지어낸 것이라고 한다. 사실 갈릴레오는 논리적인 추론으로 아리스토텔레스의 이론을 반박했다.

### 천문학 연구
1609년 망원경을 개량하여 이것을 천체 관측에 응용하여 '목성의 위성', '달의 반점', '태양의 흑점' 등을 발견하여 코페르니쿠스의 지동설이 정당함을 입증하였다. 이듬해 피렌체의 대공인 메디치 가의 코지모 2세의 초청을 받아 피렌체에 부임하여 연구를 계속하였다.
1610년, 갈릴레오는 1월 내내 밤중에 하늘을 관측한 끝에 ‘금성이나 화성이 태양 주위를 도는 것처럼 목성 주위를 배회하는’ 세별이 있다는 결론에 이르게 되었다(나중에 갈릴레이는 이 별의 수가 넷이라고 정정했다.) 이 별들은 목성 주위를 도는 목성의 위성이다. 목성의 위성들에 대한 그의 천체 관측 사항들을 이용해 태양중심설, 즉 당시 지배적이었던 프톨레마이오스와 아리스토텔레스의 이론인 지구중심설에 대항하는 우주에 대한 코페르니쿠스의 이론을 지지하기 위해 책을 펴냈다. 다음해, 갈릴레오는 뛰어난 학자들이 많았던 예수회의 영향력있는 철학자들과 수학자들에게 자신의 망원경의 성능을 증명하고, 그들 스스로의 눈으로 목성의 4개의 위성들과 관련된 사실들을 보도록 하기 위해 로마에 방문했다. 로마에 있는 동안 그는 린체이 아카데미(Accademia dei Lincei)의 회원이 되었다.

## 가톨릭 교회와 대립
1612년에, 갈릴레오가 지지했던, 우주의 태양 중심 이론에 대한 반대가 수면 위로 떠올랐다. 1614년, 산타 마리아 노벨라(Santa Maria Novella)에서 로마 가톨릭 교회 사제 토마소 카치티(Tommaso Caccini, 1574년-1648년)는 지구의 운동에 대한 갈릴레오의 의견을 비난하며, 갈릴레오의 이론들은 위험하며 이단(종교에 거역하는 나쁜 주장) 에 가깝다고 주장했다. 갈릴레오는 이러한 고소들에 대해 스스로를 방어하기 위해 로마로 향했다. 하지만 1616년에 추기경 로베르토 벨라르미노(Roberto Bellarmino)는 갈릴레오에게 개인적인 서신을 보내면서 그가 코페르니쿠스 천문학을 옹호하지도, 가르치지도 말 것을 분부하였다. 1621년과 1622년 사이에 갈릴레오는 1623년에 승인되고 간행된 그의 첫 번째 책 《분석》(Il Saggiatore)을 집필했다. 1630년에 갈릴레오는 1632년에 피렌체에서 인쇄된 《두 가지 주요 세계관에 관한 대화》("Dialogo sopra i due massimi sistemi del mondo")를 출판하기 위한 인가를 받기 위해 로마로 돌아왔다. 그러나 그해 10월에, 그는 로마의 종교재판소에 설 것을 명령받았다. 갈릴레오는 이 책으로 다시 종교재판소에 회부되자 과거 자신의 주장을 "맹세코 포기하며, 저주하고 혐오한다"고 선언하고 겨우 풀려났다.
1633년에 가톨릭 교회의 단죄에 따라, 갈릴레오 갈릴레이는 종신 징역형을 받았으나 감형되어 가택 연금에 처해졌으며, 행동도 제한되었다. 또 그의 모든 저서는 금서 목록에 올랐다. 1634년부터 쭉, 그는 피렌체 근교의 아르체트리에 있는 자신의 별장에 머물렀다. 갈릴레이는 집필에 몰두하여 《두 가지 새로운 과학에 관한 논술》(1638)을 완성했다. 그는 1638년에 완전히 실명했으며, 고통스러운 탈장과 불면증으로 고통받았다. 때문에 그는 의료적인 차원에서 피렌체로 여행하는 것을 허가 받았다. 그는 1642년 발열과 심계 항진을 겪었고 나중에는 실명하기에 이르렀지만 죽을 때까지 계속 손님을 접대했다.

## 가족 관계

### 부모
갈릴레오 갈릴레이의 아버지 빈센치오(Vincenzio)는 류트 연주가 또는 음악이론가로 이름이 높았다. 빈센치오는 줄리아 암만나티(Giulia Ammannati) 사이에서 3남 4녀를 두었으며 아들 갈릴레오와 미켈란젤로(Michelangelo), 베네데토(Benedetto) 중 막내는 유아 때 사망했다.

### 자녀

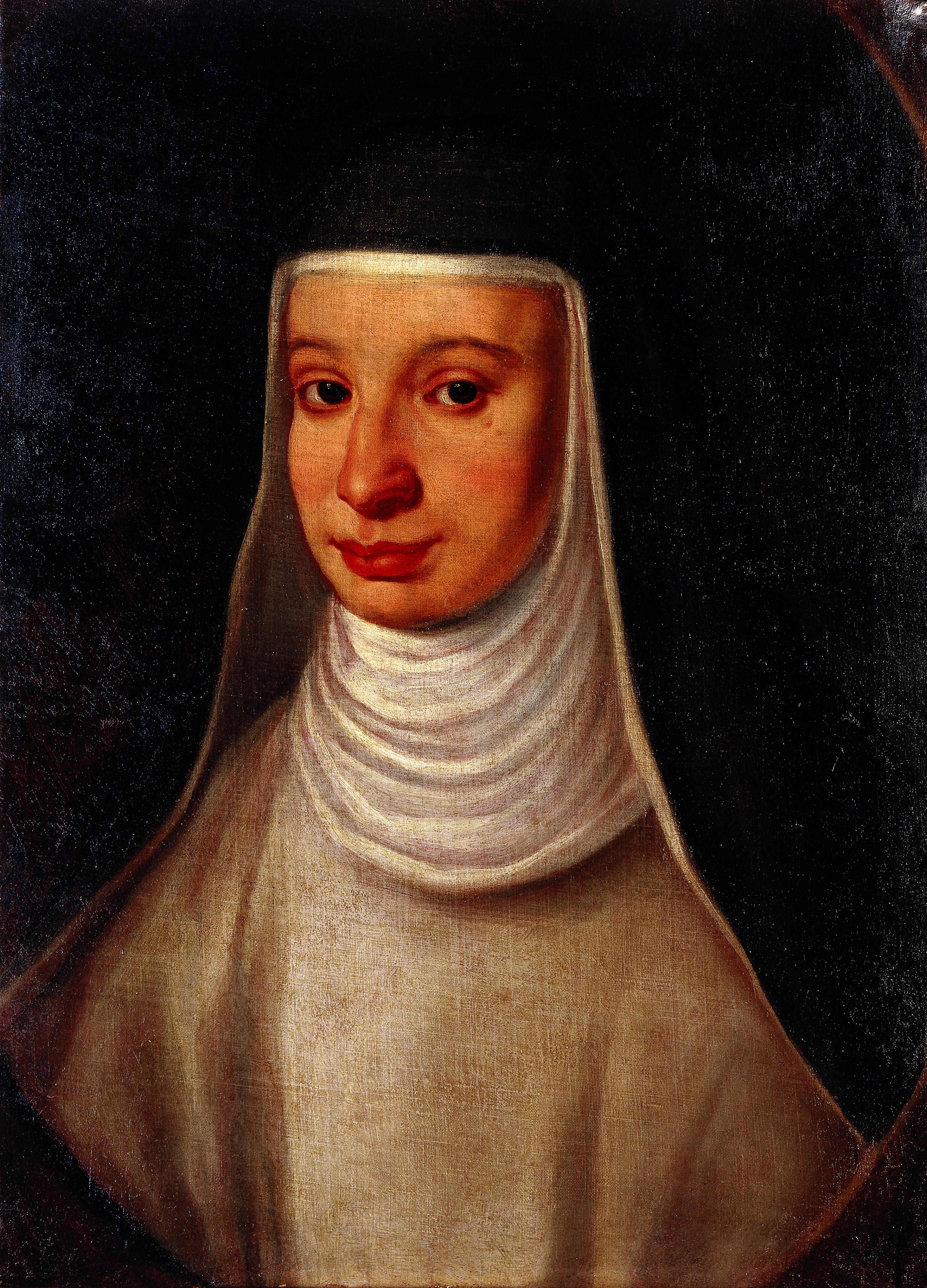
갈릴레오의 큰 딸 비르지니아의 초상화로 추정되는 작품.

갈릴레오는 스스로 가톨릭 사제가 되기를 바랄 정도로 독실한 로마 가톨릭 교회 신자였지만, 베네치아 공화국 시민인 마리나 감바(Marina Gamba)와 피사대학교 수학교수로 일하던 때에 사실혼 관계를 유지하여 혼외자 세 명을 두었다. 큰딸은 1600년생 비르지니아(Virginia), 둘째딸은 1601년생 리비아(Livia), 막내아들은 1606년생 빈센초(Vincenzio)이다.
아이들이 혼외자였기 때문에, 그들의 아버지인 갈릴레오는 딸들이 설령 비용이 너무 많이 드는 지원이나 지참금 문제를 일으키지 않더라도 결혼해서는 안된다고 여겼다. 이는 갈릴레오가 이전에 두 자매와 함께 겪었던 재정 문제와 유사한 상황이었을 것으로 추정된다. 갈릴레오의 자녀들이 선택할 수 있는 유일한 가치있는 대안은 교회에서의 신앙 생활이었다. 두 딸들은 모두 아르체트리(Arcetri)의 성 마태오(San Matteo) 수녀원으로 보내졌고, 그곳에서 남은 삶을 보냈다.
큰딸 비르지니아는 수녀원에 들어가 마리아 첼레스테(Maria Celeste)라는 이름을 받았다. 비즈지니아는 1634년 4월 2일에 죽었으며, 갈릴레오와 함께 피렌체의 산타 크로체(Santa Croce) 대성당에 묻혔다. 둘째딸 리비아는 아르찬젤라(Arcangela) 수녀라는 이름을 얻었고, 아픈 상태로 일생 대부분을 보냈다. 빈센초는 후에 적출로 인정되었으며 세스틸리아 보치네르(Sestilia Bocchiner)와 결혼하였다.

## 과학적 모델
갈릴레오는 실험과 수학의 혁신적인 조합을 통해 운동에 관한 과학에 기여를 했다. 당시 더욱 전형적이었던 과학은 자기와 전기에 관한 윌리엄 길버트(William Gilbert)의 성질 연구였다. 류트 연주자이자 음악 이론가였던 갈릴레오의 아버지 빈센초 갈릴레이(Vincenzo Galilei)는 물리학에서 아마도 가장 오래된 비선형 관계로 알려진 팽팽하게 당겨진 줄에서 음색이 장력의 제곱근에 따라 달라진다는 것을 성립함을 보이는 실험을 시행하였다. 이러한 관찰은, 악기 제작자들에게도 잘 알려져있고, 현을 구멍의 번호에 따라 나누면 화음을 제공한다는 사실 또한 포함하는 피타고라스 학파의 음악에 대한 기초에 근거한다. 따라서 제한된 양의 수학만이 음악과 물리학을 연관지어왔고, 젊은 갈릴레오는 그 전통의 확장에 따른 그의 아버지의 관찰을 볼 수 있었다.
철학은 우주라는 드넓은 책에 쓰였다. … 그것은 수학의 언어로 쓰였으며 그것의 문자는 삼각형, 동그라미와 다른 기하학적 수치들이다.— 《분석자》(이탈리아어: Il Saggiatore, 영어: The Assayer)

그의 수학적 분석들은 그가 철학을 공부하면서 배운 스콜라 자연 철학가들에 의해 만들어진 전통을 더욱 발전시킨 것이다. 비록 그는 로마 가톨릭 교회에 충실하고자 했지만, 그의 실험결과에 대한 집착과 결과들에 대한 정직한 해석들은 과학적인 면을 철학 또는 , 종교적인 권위에 대한 충성을 거절하는 것처럼 유도되었다. 하지만 조금 광범위한 관점에서 볼 때, 이는 과학을 철학과 종교로부터 분리시키는 것을 거들었다. 이는 인간의 사고에 주된 발전 중에 하나였다.
그가 살던 시대의 기준으로 볼 때, 갈릴레오는 때로 자신의 관측에 따라 견해를 자주 바꾸는 사람이었다. 과학 철학자 폴 파이어아벤드(Paul Feyerabend) 또한 갈릴레오의 방법론의 부적절한 측면들을 언급했다. 하지만 그는 갈릴레오의 방법들이 자신들의 연구에 의해 소급하여 정당화 될 수 있다고도 언급했다.
파이어아벤드의 주요 저서인 Against Method(1975)는 갈릴레오의 이론을 분석하였으며, 갈릴레오의 천문학적 관측 결과는 그간의 과학적 방법을 전복시키기 위한 파이어아벤드의 주장을 뒷받침하는 데 이용되었다. 파이어아벤드는 "갈릴레오주의자들이 닿기 힘들고, 지지받지 않고, 부분적으로 부인되는 이론들에 만족을 할 때, 아리스토텔레스주의자들은 충분한 경험적 근거들을 요구한다. 이러한 사실 때문에, 갈릴레오주의자들을 비난하지는 않는다. 반면에 나는 닐스 보어의 '그것은 충분히 미치지 않았어'라는 말을 선호한다."라고 쓰고 있다. 실험을 수행했을 때, 서로 다른 실험 장소에서 서로 다른 날에 실행된 실험들이 제 생산 가능한 방식에서 비교될 수 있도록, 갈릴레오는 단위 길이나 단위 시간을 설정했어야만 했다.
갈릴레오는 수학과 이론 물리학 그리고 실험 물리학 사이에 적절한 관계에 대해 뚜렷한 인식을 보여주었다. 그는 포물선을 원뿔꼴의 관점에서, 그리고 좌표 y가 x의 제곱근에 의해 달라진다는 점에서도 바라보았다. 갈릴레오는 더 나아가 마찰과 다른 저항이 없는 상태에서 일정하게 가속된 발사체의 이론적으로 이상적인 궤도가 포물선이라는 점도 내세웠다. 그는 지구와 비교할 수 있는 발사체의 궤도가 포물선일 수는 없다는 이론적 배경에 한계가 있다는 점은 인정했지만, 그럼에도 불구하고 그의 시대에 대포를 통해 포탄이 나갈 수 있는 거리의 범위 안에서 포물선을 통해 얻은 발사체의 궤도와의 차이는 매우 작을 것이라고 했다. 세 번째로 그는 그의 실험 데이터들이 부정확한 측정과, 줄일 수 없는 마찰들, 그리고 다른 요인들 때문에 이론적, 수학적 결과들과 일치하지 않을 것이라는 것을 인식하기도 했다.
스티븐 호킹은 갈릴레오가 누구보다도 현대 과학의 탄생에 책임이 많다고 말했으며, 알베르트 아인슈타인은 그를 현대 과학의 아버지라고 했다.

## 업적

### 천문학
갈릴레오는 정확하지 않은 망원경 서술에 기반하여 1609년에 네덜란드에서 만든 3배율 망원경을 개량하였다. 그리고 그는 훗날 망원경을 개량해 30배율 망원경도 만들었다. 그는 이 발전된 망원경을 통해 더 확대한 올바른 이미지를 지구에서 볼 수 있었다. 이것은 오늘날 소형 망원경과 같은 망원경이다. 그는 망원경으로 하늘을 관찰하였다. 한동안 갈릴레오는 각기 목적에 알맞은 망원경을 제작하는 사람 가운데 한 명이었다. 1609년 8월 25일 그는 첫 망원경을 베네치아 입헌자들에게 설명하였다. 그의 망원경 제작은 망원경이 무역업과 무역과 관련된 여러 일들에 있어서 유용하게 쓰일 수 있다는 것을 알게 된 상인들이 이용적당한 측선을 제작할 수 있도록 하였다. 1610년 3월에 갈릴레오는 '별에서 온 메신저'(Sidereus Nuncius)라는 제목의 소논문에서 그의 초기 망원경을 이용한 천문학적 관측을 발표하였다.
1610년 1월 7일에 갈릴레오는 그의 망원경을 이용하여 그가 당시 주장한 세 개 별 모두는 목성에서 일렬로 가장 가까운 거리에 있는 "너무 작아서 거의 볼 수 없는 세 개의 고정된 별들"에 대해 관찰하였다. 그리고 목성과 연관있는 이들 "별들"의 위치는 만약 그 별들이 진짜로 고정된 별들이라면 설명할 수 없는 방법으로 변한다는 것을 다음날의 관측을 통해 알았다. 1월 10일에 갈릴레오는 그 별들 중 하나가 사라졌음을 지적했고, 관측을 통해 갈릴레오는 사라진 별이 목성뒤로 숨은 것으로 여겼다. 그리고 며칠내로 갈릴레오는 그 별들이 목성 주위를 돌고 있다고 결론내렸다. 갈릴레오는 세개의 목성의 4대 위성을 발견하였고, 이는 이오, 유로파, 칼리스토였다. 그는 또 다시 1월13일에 네 번째 위성인 가니메데를 발견하였다. 갈릴레오는 이 4대 위성에 그의 미래의 후원자인 투스카니 공국의 군주 코시모 2세(Cosimo II de' medici)와 그의 세 형제를 기려 이름을 붙였다. 하지만 나중에 천문학자들은 갈릴레오 자신을 기려 갈릴레이 위성이라고 새로 이름을 붙여주었다.
작은 행성이 주변을 돌고있는 한 행성의 발견은 모든 천체들은 지구를 중심으로 돌고 있다는 아리스토텔레스적 우주관에 부합하지 않았다. 그리고 많은 천문학자들과 철학자들은 처음에는 갈릴레오가 그런 별들을 관찰할 수 있다는 것을 믿기를 거부하였다.
갈릴레오는 계속해서 18개월에 걸쳐 위성들을 관찰하였고, 1611년 중반에 그는 그 별들의 주기에 대해 놀랄 만큼 정확한 측정-케플러가 불가능하다고 믿어왔던 업적임-을 하였다.

1610년 갈릴레오에 의해 관측된 금성의 위상

1610년 9월부터 갈릴레오는 달의 위상변화-달의 크기가 변하는 모습-과 유사한 금성의 위상을 관찰하였다. 태양계의 태양중심적 모델은 니콜라스 코페르니쿠스에 의해 발전하였다. 코페르니쿠스는 프톨레미의 지구중심적 모델-단지 금성의 초승달과 같은 위상만 관측이 가능하다고 예견한 모델-과는 반대로 금성이 지구와 태양사이에서 태양을 중심으로 공전하고 있다면 태양은 금성에 밝은 반구면을 만들고 이는 금성이 태양의 반대편에 있을 때 관찰이 가능하고, 그리고 금성이 태양의 지구쪽에 있을 때 지구에서 볼 수 없게 되기 때문에 금성의 모든 위상을 관찰할 수 있다고 예견하였다. 반대로 프톨레미의 지구중심적 모델은 단지 금성의 초승달과 같은 위상만 관측이 가능하다고 예견하였다. 갈릴레오의 금성의 위상에 대한 관찰은 금성이 태양 주변을 돌고 있음을 증명하였고, 태양중심적 모델을 지지해 주었다. 그러나 그 사실은 프톨레미적 지구중심적 행성 모델을 반박했기 때문에 갈릴레오의 관측이 매우 기괴한 것으로 여겨졌고, 이는 17세기의 대다수의 과학적 모임이 티코의 모델과 카펠라의 모델과 같은 지구 중심적인 모델로 전환하는 현상을 가져오기도 하였다.
갈릴레오는 또한 토성을 관찰하였고, 첫 번째에는 토성의 고리가 세 개의 계로 이루어져 있다고 생각하는 실수를 저질렀다. 그리그 그가 나중에 토성을 관찰하였을 때, 그는 토성의 고리는 지구를 향해 나란히 있었고, 이는 갈릴레오가 두개의 고리가 사라졌다고 생각하게 하였다. 1616년에 다시 토성을 관찰했을 때 그 고리가 다시 나타나서 더욱 그를 혼란스럽게 하였다.
1607년 케플러가 의도하지 않게 흑점을 발견하였지만, 그것을 수성의 변화로 착각했기에 갈릴레오가 유럽인 중 최초의 흑점 관측자가 되었다. 또한 갈릴레오는 이전에 수성의 변화로 간주되었던 샤를마뉴의 시대로부터 흑점의 관찰을 재해석했다. 그러나 바로 그 흑점의 존재는 아리스토텔레스의 전통적인 천체물리학에 의해 확립된 천체의 변하지 않는 완벽성에 관한 새로운 난점을 보여주었다. 하지만 흑점의 주기적인 변화는 지난 천체물리학의 성공적이고 놀라운 첫 번째 예측이 태양회전이라는 케플러의 아리스토텔레스적 천체역학에 대한 추측을 확실하게 해주었다. 그리고 Francesco Sizzi와 다른 사람들에 의해 1612년에서 1613년에 밝혀진 흑점 운동의 연간 변화는 티코브라헤의 지구중심설과 천동설에 대한 주된 논쟁을 불러일으켰다. 왜냐하면 계절적 변화는 태양이 매일 지구를 회전한다는 티코 브라헤의 지구중심적 모델과 같은 지구는 회전하지 않는다는 지구는 움직이지 않는다는 행성모델을 반박한다. 이러한 것처럼 변화는 매일 일어나야하지만 그렇지 않았다. 그러나 이러한 것은 롱고몬타누스의 티코 브라헤의 지구중심모형을 절충한 것과 케플러의 확장된 지구중심모형이 주장하는 매일의 지구 공전과 태양중심적 모델과 함께 명백히 설명될 수 있다. 흑점의 발견에 있어서 우월성에 대한 논쟁과 그리고 그들의 해석은 갈릴레오를 예수회와의 불화를 이끌었다. 사실 케플러의 태양의 회전에 대한 예측을 공고히 하는 것을 발견하던 이들인 David Fabricius와 그의 아들 Johannes에 의해 격파되었다는데에는 의심이 여지가 없었다.
갈릴레오는 달의 표면 위의 빛과 그림자의 패턴으로부터 알아낸 달의 산들과 분화구들에 대해 처음으로 발표한 사람이다. 그는 심지어 산의 높이를 이러한 관찰들로부터 계산해냈다. 이러한 것을 통해 그는 달은 아리스토텔레스가 주장했던 완벽한 구의 모양이라기보다는 지구의 표면과 같이 거칠고 편평하지 않다는 결론을 이끌어냈다. 갈릴레오는 이전에는 불투명하다고 믿어졌던 은하수를 관찰하였고 너무 빽빽이 밀집되어 있어 지구로부터 구름 모양으로 나타나는 다수의 별무리를 발견하였다. 그는 너무 멀리있어 육안으로 볼 수 없는 많은 별들의 위치를 발견하기도 했다. 갈릴레오는 1612년 해왕성을 관찰했지만, 이것이 행성인지는 깨닫지 못하였으며 어떠한 특별한 인식도 하지 못했다. 이것은 그의 노트에서 표시될 수 없는 희미한 많은 별들 중의 하나로 나타나있었다.
뉴턴의 운동 법칙의 토대가 되는 속도와 가속도의 개념을 확립했다. 이를 위해 피사의 사탑에서 실험을 했다고 알려져 있으나 이는 근거 없는 통설로 밝혀졌다.
서로 다른 무게의 물건을 동시에 떨어뜨려도 거의 동시에 도착한다는 원리를 입증하고자 한 실험으로 아리스토텔레스의 이론을 거짓으로 밝힌 유명한 실험이다. 갈릴레이의 《신 과학의 대화》에 높이 100미터 정도 탑에서 포탄과 작은 총알을 떨어뜨려도 동시에 떨어진다는 설명은 있다. 그러나 그 "탑"이 어디였는지는 설명이 없다. 또한, 당시 공개 실험을 했다고 하지만 그 실험을 목격한 사람의 기록은 아직 발견되지 않고 있다.
이 이야기는 갈릴레이의 제자였던 비비아니(Viviani)가 지어낸 이야기로 추정된다. 갈릴레오가 피사에 살았다는 점, 비슷한 시기인 1587년에 네덜란드 물리학자 시몬 스테빈(Simon Stevin)이 자신의 집에서 비슷한 원리를 실험한 사실, 그리고 갈릴레오가 쓴 책 속의 설명을 엮어서 만들어낸 이야기라는 주장이다.. 영국의 유명한 우주물리학자 스티븐 호킹은 갈릴레오의 이 실험에 대해서 다음과 같이 지적했다.
갈릴레오가 피사의 사탑에서 추를 떨어뜨려서 아리스토텔레스의 생각이 잘못임을 입증했다고 하지만, 이 이야기는 사실 무근임에 틀림없다. 다만 갈릴레오가 그와 비슷한 취지에서 실험을 한 것은 사실이다. 그는 매끄러운 경사면에서 서로 다른 무게의 공을 굴렸다.

당시는 프톨레마이오스의 이론이 주도했으며, 가장 완전한 운동은 원운동이라고 믿어져 왔다.

### 수학
갈릴레오의 물리실험을 위한 수학의 적용은 헌신적이었던 반면, 그의 수학적 방법은 그 당시에는 평범하였었다. 그 분석과 증명들은 유클리드 원소의 5번째 책 속에서 4번째 부분으로서 에우독소스의 이론에 크게 의존하였다. 이 이론은 타르탈리아와 다른 이들의 정확한 해석 덕분에 1시기(100년 전)에만 유효하였다. 그러나 갈릴레오 시대의 마지막에는 데카르트의 대수학에 의해 대체되었다. 갈릴레오는 수학에 있어서 독창적이면서 심지어 예언적인 기여를 하였다. 갈릴레오역설이라고 하는데, 이 갈릴레오 역설은 비록 완벽한 제곱수가 되는 숫자들은 전체 자연수의 일부이지만, 모든 숫자는 제곱수의 근이 될 수 있으므로 제곱수의 개수는 전체 자연수의 개수와 같다는 것이다. 이러한 모순된 것 같은 그의 역설은 게오르크 칸토어가 업적을 이루기 전까지 250년 동안 유지되었다.

## 종교와의 관계
교황청에서는 갈릴레오를 우호적으로 보았기 때문에 여러 차례 주장의 철회를 요구하였으나 갈릴레오는 소환될 때까지 자신의 주장이 절대적 진리임을 굽히지 않았다. 하지만 소환되어 재판을 받기 전에는 이전과는 달리, 자신의 주장을 철회해 버렸다. 흔히 갈릴레오 갈릴레이의 지동설하면 로마 가톨릭 교회와의 대립만 생각하지만, 실제로는 루터와 같은 개신교 신학자에게도 비판을 받았다. 그들은 구약성서 여호수아 10장 13절을 근거로 갈릴레오를 비난했다. 여호수아의 군대가 가나안에서 정복전쟁을 벌일때에 하루동안 태양이 움직이지 않았다는 여호수아 내용을 문자적으로 해석하여, 지동설에 반대한 것이다.

### 교황청과의 대립
코페르니쿠스의 지동설이 등장하기 전까지, 태양계 천체의 움직임은 주로 프톨레마이오스가 확립한 체계에 의해 설명되었다. 그의 체계는, 지구는 정지해 있고 태양은 움직이고 있다는 가정을 전제로 하고 있었다. 그러나 그것은 천체들을 지배하는 통일된 물리적 법칙에 근거한 것이 아니어서 현실성이 없었다. 별개의 경우에 임의의 법칙이 적용되는, 현대적 관점에서 본다면 그다지 과학적이라고 할 수 없는 체계였던 것이다. 코페르니쿠스는 이런 임의성에 대해 불만을 가지고 있었다. 그리하여 연구를 거듭한 끝에, 태양은 정지해 있고 지구를 포함한 행성들이 태양의 주위를 돌고 있다는, 당시로서는 혁명적인 이론을 제안하였다. 1543년, 코페르니쿠스가 사망하고, 지동설에 대한 그의 주장을 담은 《천체의 회전에 관하여》가 출간되었다.
갈릴레오는 니콜라스 코페르니쿠스의 이론을 접하고 그의 이론의 탁월함에 감복하며 그의 이론을 지지하게 되었다. 1610년에 갈릴레오는 코페르니쿠스의 이론을 토대로 스스로 알아낸 천문학의 새로운 발견들을 다룬 《시데레우스 눈치우스》(Sidereus Nuncius)라는 책을 출간하였다. 하지만, 당시 교황청 세력의 주류들은 성서를 문자적으로 해석하는 소위 문자주의를 따랐는데, 《시데레우스 눈치우스》는 성서를 문자 그대로 해석할 경우에 성서와 상당히 배치되는 내용을 포함하고 있었다. 갈릴레오는 코페르니쿠스 이론의 열렬한 지지자이기는 했지만, 결코 교황청과 대립하고 싶어하지 않았다. 우선 갈릴레오는 한때 가톨릭 신부가 되려고 했을 정도로 독실한 기독교인이었고, 그의 천문학자로서의 명석함 덕분에 그는 교황청의 신분이 높은 사람들과도 꽤 친분이 있는 편이었다. 갈릴레오는 그들 앞에서 성서의 천동설을 암시하는 내용을 문자 그대로 해석할 필요가 없다며, 코페르니쿠스의 이론이 꼭 성서와 배치되는 것이 아니라고 주장하였다. 교황청의 일부는 그런 그의 주장에 동조하기도 하였지만, 일부는 코페르니쿠스의 이론을 주장하는 갈릴레오를 가톨릭의 교리에 어긋나는 이단으로 규정할 것을 주장하였다.
1615년, 갈릴레오는 검사성성에 고발되었고 이것을 알자 자신과 코페르니쿠스의 이론을 변론하기 위해 로마를 방문했다. 하지만, 결과적으로는 이 방문은 별 소용이 없었다. 1616년, 코페르니쿠스의 《천체의 회전에 관하여》는 로마 교황청에 의해 지정된 금서 목록에 올랐고, 갈릴레오는 지동설을 유일한 진리로서 지지하지 말라는 경고를 받았다. 그리하여 고향인 피렌체에서 지내던 1623년, 갈릴레오와 친분이 두터웠던 마페오 바르베리니 추기경이 교황으로 선출되어 우르바노 8세로 즉위하였다. 이듬해, 갈릴레오는 다시 로마를 방문하여 교황의 환대를 받았고, 교황과의 변함없는 우정을 확인한 그는 자신의 이론을 추론 수준에서라면 발표해도 될 것이라고 판단하였다. 그리하여 그는 《두 가지 주요 세계관에 관한 대화》의 원고를 완성하였고, 1630년에 이 책의 출간 허가를 받기 위해 다시 로마를 방문한다. 이 책은 우여곡절은 겪은 끝에 1632년 피렌체에서 발간되었는데, 곧이어 갈릴레오 반대 세력의 격렬한 항의가 이어졌다. 우르바노 8세마저 이 책의 발간을 자신에 대한 배신으로 간주했다.
결국 우르바노 8세는 이 책의 배포를 금지하고, 지동설을 지지하지 않겠다는 교회와의 약속을 어긴 갈릴레오를 종교재판소에 회부한다. 1633년, 갈릴레오는 종교재판소에서 궐석재판으로 유죄 판결을 받고 투옥될 예정이었지만, 건강이 나쁘고 고령이라는 점을 감안해서 곧바로 가택연금으로 감형을 받았다. 종교재판이 끝나고 재판정을 나서면서 갈릴레오가 “그래도 지구는 돈다(And yet it moves)”라는 말을 했다는 일화가 그의 과학적 진리 탐구에 대한 열정을 나타내는 것으로 많은 사람들에게 널리 알려져 있기는 하지만, 갈릴레오가 진짜 그러한 말을 했는지에 대해서는 신빙성 있는 근거는 없다.

### 로마 교황청의 사후 평가
1965년에 로마 교황 바오로 6세가 이 재판에 대하여 언급한 것이 발단이 되어, 재판에 대한 재평가가 이루어지게 되었다. 1744년에 갈릴레오의 “대화”는 교회의 금지 도서 목록에서 삭제되었으며 최종적으로, 1992년, 로마교황 요한 바오로 2세는 갈릴레이 재판이 잘못된 것이었음을 인정하고, 갈릴레이에게 사죄하였다. 갈릴레이가 죽은 지 350년 후의 일이었다.
2003년 9월, 로마 교황청 교리성성의 안젤로 아마토(Angelo Amato) 대주교는 우르바노 8세가 갈릴레이를 박해하지 않았다고 주장하였다.
교황청은 "갈릴레이 이전에도 꾸준히 천문학 연구에 투자를 해왔으며, 지금도 해오고 있다. 또한 천문대도 가지고 있다."라고 주장하였다.

## 후기
갈릴레오의 코페르니쿠스이론에 대한 천문학적 발견들과 연구들은 갈릴레오에 의해 발견된 목성의 4대위성-이오,유로파,칼리스토,가니메데-의 확립이라는 영원한 유물을 이끌어내었다. 다른 과학적 노력들과 원리들은 갈릴레오의 이름을 따서 갈릴레오 우주선-목성 궤도로 들어선 첫 번째 우주선-이라 이름하기도 하였다. 그리고 갈릴레오가 망원경을 이용하여 행한 첫 번째 천문학적 관측들을 기리기 위해 국제기구는 2009년을 세계 천문의 해로 지정하였다. 그리고 20세기 독일 극작가 베르톨트 브레히트(Bertolt Brecht)는 갈릴레오의 삶을 극화시키기도 하였다.(1943)

## 갈릴레오에 대한 평가와 비판
갈릴레이는 “실험적인 검증에 의한 물리를 추구”하던 평소의 연구 태도와는 다르게 지동설에 대한 완벽한 과학적 논거, 다시 말해 “절대적 진리에 대해 그의 책에 써 놓은 내용은 금지된 것이며 틀린 것”이라는 사실을 반증할 과학적 논거를 제시하지 못하였다는 주장이 제기되기도 한다. 그러나 갈릴레이는 금성의 위상 변화 등, 충분한 과학적 근거를 토대로 지동설을 주장하였다. 또한, 갈릴레이는 동시대의 천문학자이자 최초의 천체물리학자인 요하네스 케플러가 자신을 지지해 줌으로써, 《시데레우스 눈치우스》에 대한 비판들을 이겨낼 수 있었다. 하지만 갈릴레이는 케플러를 무례하게 무시했고, 케플러의 업적에 아무런 관심도 기울이지 않았다..
또한, 독일의 저널리스트 베른트 잉그마르 구트베를레트는 갈릴레오가 흔히 교회에 맞선 과학의 순교자라는 이미지로 널리 알려진 것도 잘못된 것이며, 그런 이미지는 오히려 케플러에게 더 어울린다고 말한다. 갈릴레오는 케플러와 달리 과학의 자유를 위해 적극적으로 투쟁하지 않았으며, 오히려 종교와 대립을 피하려고 애썼다. 구트베를레트는 갈릴레오가 종교재판에 회부된 결정적인 이유는 신학에 대한 교만 때문이라고 지적한다.

## 저서
과학적문서들을 설명한 갈릴레오의 초기 작품들은 공기와 수중에서 물질들의 무게를 측정하기 위한 정확한 균형을 설명한 《작은 천칭》(영어: The Little Balance)이라는 1586년의 소책자와 1606년에 발행된 기하학 및 군사 영역에서의 수행을 다룬 《기하학적 및 군사적 컴퍼스의 작동》(이탈리아어: Le Operazioni del Compasso Geometrico et Militare)이라는 입문서가 있다. 그의 동역학부분에서의 초기 작품은 1590년에 《운동에 관하여》(이탈리아어: Pisan De Motu, 영어: On Motion)와 약 1600년 경의 《역학》(이탈리아어: Le Meccanich, 영어: Mechanics)이 있다.
1590년의 《운동에 관하여》는 아리스토텔레스와 아르키메데스의 유체역학에 근거했으며, 유동매질에서의 중력에 의한 낙하의 속도는 매질 위에 있는 물체의 특정한 무게에 비례하며 진공상태에서도 물체의 특정질량에 비례하여 낙하한다고 주장하였다.
이 저서는 또한 진공상태에서 힘이 스스로 분산될 수 있으며 자유낙하할 수 있다는 히파르쿠스-필로포누스 힘 역학은 초기 가속도 구간을 지나면 특정 질량에 따른 본질적인 종단속도를 가지고 있다는 주장에 찬성하였다.
갈릴레오의 1610년의 《시데레우스 눈치우스》(라틴어: Sidereus Nuncius 별세계의 사자[*])는 망원경의 관찰을 기초로한 것으로 발표될 예정이었던 첫 번째 과학적 저서였다. 그리고 이 책은 갈릴레오의 '4대 위성의 발견'에 대한 이야기도 포함하고 있다. 갈릴레오는 이 책을 출판하면서 자기 관측 결과의 신빙성을 강화하기 위해 케플러의 의견을 구하였다. 케플러는 《별의 메신저와의 대화》를 통해 매우 열심히 대답해 주었다. 그러나 그 뒤 케플러가 갈릴레오에게 더 나아간 지지를 제공하기 위해 달에 대한 망원경 관측을 가지고 《목성의 위성에 대한 해설》을 출판했을 당시 갈릴레오는 왜인지 아무런 반응도 보이지 않았고, 케플러는 실망하였다.
갈릴레오는 1613년 태양과 천체는 변할 수 있다는 주장을 지지해주는, 태양의 흑점에 대해 설명한 《흑점에 관한 편지들》(영어: Letters on Sunspots)이라는 저서를 출간하였다. 이것은 또한 천동설을 완전히 반박하고 17세기의 지동설에 대한 전환을 증진시킨 그의 금성 전체 형상을 망원경으로 관측한 사실이 쓰여있다. 1615년 갈릴레오는 1636년까지 발표되지 않은 형식의 《크리스티나 공작부인에게 보내는 편지》(영어: Letter to Grand Duchess Christina)라는 원고를 준비하였다. 이것은 코페르니쿠스주의를 물리적인 사실이며 성서와 일치한다고 옹호함으로써 신학에 대한 침범이라 하여 비난받았고, 조사를 받고 있던 《영어: Letter to Castelli》의 개정판이었다. 1616년에 갈릴레오에 대한 재판에 의해 갈릴레오가 더 이상 코페르니쿠스의 지위를 옹호하거나 고수하지 말라는 지시가 내려진 후에, 갈릴레오는 코페르니쿠스적 지구에 입각한 조석현상에 대한 논문인 《영어: Discourse on the Tides(이탈리아어: Discorso del flusso e reflusso del mare)》을 썼다. 1619년 혜성의 해석을 두고 예수회와 논쟁하면서, 갈릴레오의 제자 마리오 귀두치(Mario Guiducci)는 《혜성에 관한 논설》(영어: Discourse on the Comets)이라는 제목의 책을 발간했는데, 이것은 갈릴레오의 강의를 정리한 것이었다.
1623년 갈릴레오는 아리스토텔레스의 권위에 바탕을 둔 이론들을 공격하면서 실험방법과 과학적 사고들의 수학적 체계를 발전시킨 《분석자》(이탈리아어: Il Saggiatore, 영어: The Assayer)를 출판하였다. 그리고 이 책은 매우 성공적이었고 심지어 가톨릭교회의 계층에게도 지지를 받았다. 이 책의 성공에 이어 갈릴레오는 1632년에 《두 가지 주요 세계관에 관한 대화》(영어: Dialogue Concerning Two Chief World System, 이탈리아어: Dialogo dei due massimi sistemi del mondo)라는 책을 출판하였다. 1616년에 발간된 논문에 대한 조사가 계속됨에도 불구하고 책에서는 코페르니쿠스의 이론에 우호적이었고, 태양계의 비(非)지구중심적 모델로 말미암아 갈릴레오는 재판을 받았고, 책의 출판이 금지되었다. 출판 금지에도 불구하고 1638년 갈릴레오는 사법권의 범위 밖인 네덜란드에서 그의 논문과 《새로운 두 과학에 관한 수학적 증명》(영어: Discourses and Methmetical Demonstrations Relating to Two New Science, 이탈리아어: Discorsi e Dimostrazioni Matematiche, intorno a due nuove scienze)이라는 책을 출판하였다.

## 같이 보기
- 지구중심설
- 태양중심설
- 망원경
- 갈릴레이 위성

## 주해
1. ↑  루터는 코페르니쿠스도 “벼락출세한 점쟁이”라고 폄하했는데, 그 근거 역시 여호수아 10장 13절이었다.
2. ↑  갈릴레오의 책은 1835년에 이미 금서목록에서 일찌감치 제외되었다

## 참고 문헌
- 《새로운 두 과학》, 갈릴레오 갈릴레이, 민음사: 두 부분으로 되어 있다. 첫 번째 부분은 물체의 운동에 대해, 두 번째 부분은 물체의 응집력에 대해 대화 형식으로 나와 있다.
- 《과학적 발견의 패턴》, 민음사
- 《갈릴레오의 진실》, 윌리엄 쉬어/마리아노 아르티가스, 동아시아
- On the shoulder of giants, Stephen W. Hawking
- 에밀리오 세그레, 《고전물리학의 창시자들을 찾아서》, 전파과학사, 1996
- 이 문서에는 다음커뮤니케이션(현 카카오)에서 GFDL 또는 CC-SA 라이선스로 배포한 글로벌 세계대백과사전의 내용을 기초로 작성된 글이 포함되어 있습니다.
- Sharratt, Michael (1994). 《Galileo: Decisive Innovator》. Cambridge: Cambridge University Press. ISBN 0-521-56671-1.
- Hawking, Stephen (1988). 《A Brief History of Time》. New York, NY: Bantam Books. ISBN 0-553-34614-8.
- Einstein, Albert (1954). 《Ideas and Opinions》. translated by Sonja Bargmann. London: Crown Publishers. ISBN 0-285-64724-5.